# 포르보
포르보(핀란드어: Porvoo, IPA: [ˈporʋoː], 스웨덴어: Borgå 보르고[*])는 헬싱키 동쪽 정확히 50 킬로미터 핀란드 남서쪽 해안에 위치한 도시이자 지자체이다. 도시는 (스웨덴어 Borgå, 성을 뜻하는 borg와 강을 뜻하는 å) 마을을 통과하여 흐르는 포르보 강 가까이 스웨덴의 대지 요새로부터 그곳의 이름을 얻었다. 포르보는 핀란드에 있는 여섯개 중세 마을 중 하나이며, 최초로 14세기 문서에 도시로서 언급되었다. 포르보는 스웨덴어를 말하는 핀란드 복음 루터 교회 포르보 교구의 소재지이다.

## 역사
포르보는 14세기 초기 문서에 최초로 언급되었으며 심지어 몇몇 출처에 따르면 도시가 1346년에 설립 되었을지라도1380년 경 도시법에 맡겨졌다. 포르보는 공식적으로 폐지된 상태이며 새로운 포르보 시가 포르보 시와 포르보 전원 자치체 (Rural municipality of Porvoo)가 합병되었을 때인 1997년에 설립되었다.스웨덴이 1721년 러시아에 비보르크를 잃어버렸을때, 감독파 소재지가 포르보로 이동했다. 이 당시에 포르보는 핀란드에서 두 번째로 큰 도시가 되었다. 1808년 러시아의 군대에 의한 핀란드 정보 후, 스웨덴은 1809년 핀란드를 러시아에 양도했다. 1809년 포르보 국회 (Diet of Porvoo)는 핀란드의 역사에 있어 랜드마크이다. 알렉산드르 1세는 새로운 핀란드 헌법을 승인했고 핀란드를 대공국으로 만들었다.

## 인구
| 연도                                                              | 인구   | ±% p.a. |
| ----------------------------------------------------------------- | ------ | ------- |
| 1815                                                              | 2,223  | —       |
| 1850                                                              | 2,950  | +0.81%  |
| 1870                                                              | 3,478  | +0.83%  |
| 1890                                                              | 4,214  | +0.96%  |
| 1910                                                              | 5,466  | +1.31%  |
| 1920                                                              | 6,244  | +1.34%  |
| 1930                                                              | 6,821  | +0.89%  |
| 1939                                                              | 7,149  | +0.52%  |
| 1972                                                              | 34,445 | +4.88%  |
| 1980                                                              | 38,296 | +1.33%  |
| 1990                                                              | 41,930 | +0.91%  |
| 2000                                                              | 44,969 | +0.70%  |
| 2010                                                              | 48,768 | +0.81%  |
| 2020                                                              | 50,619 | +0.37%  |
| Source: Tilastollinen päätoimisto, Statistics Finland (1972-2020) |        |         |

## 자매 도시
- 아이슬란드, 달비크 (Dalvík)
- 독일, 딘켈스뷜 (Dinkelsbühl)
- 노르웨이, 하마르 (Hamar)
- 미국, 핸콕 (Hancock, Michigan)
- 폴란드, 카미엔포모르스키
- 스웨덴, 룬드
- 스웨덴, 튀레쇠 시 (Tyresö)
- 라트비아, 벤츠필스 (Ventspils)
- 덴마크, 비보르 (Viborg municipality, Viborg)
- 에스토니아, 빔시 (Viimsi Parish, Viimsi)
- 에스토니아, 빌리안디 (Viljandi)